# Eddie Graham
Edward Gossett (15 de enero de 1930-21 de enero de 1985) fue un luchador profesional estadounidense y promotor, más conocido por su nombre en el ring Eddie Graham. Fue el padre de Mike Graham. Trabajó para diversas promociones incluyendo World Wide Wrestling Federation, Championship Wrestling From Florida y algunos territorios de la National Wrestling Alliance.
Entre sus logros destaca haber conseguido 1 vez el Campeonato Peso Pesado de Florida de la NWA, 1 vez el Campeonato en Parejas de Florida de la NWA, 3 veces el Campeonato Sureño Pesado de la NWA y 1 vez el Campeonato Mundial de la NWA (Versión Florida). En el 2008 fue inducido al Salón de la Fama de la WWE. 

## Carrera

### Comienzos
Fue entrenado por Cowboy Luttrell. Comenzó a su carrera en 1947, a la edad de 17 años. A veces era presentado como el hermano menor de Buddy Rogers (Kayfabe), bajo el nombre de Rip Rogers. En mayo de 1958 perdió una pelea ante Pepper Gomez, el perdedor tuvo que abandonar la ciudad. 
En junio de 1958, cambió su nombre a Eddie Graham y era presentado como el hermano de Dr. Jerry Graham y Luke Graham (Kayfabe). Eddie y Jerry conformaron una famosa pareja de luchadores heels que lograron bastante éxito en el territorio de la Costa Este de los Estados Unidos. Tuvieron populares feudos contra Fabulous Kangaroos, The Bastien Brothers, Mark Lewin con Don Curtis, y Antonino Rocca con Miguel Pérez. Consiguieron 4 veces la Versión Noreste del Campeonato en Parejas de la NWA.

### Championship Wrestling From Florida (1960-1985)
En la primavera de 1960, Eddie abandonó el equipo y se fue a Championship Wrestling From Florida (Territorio de la National Wrestling Alliance en Florida). Mientras estuvo allí, tuvo un famoso feudo contra Professor Boris Malenko.
En 1968 sufrió un accidente cuando una ventana de acero de 75 libras cayó sobre su cabeza, separando sus dos retinas lo que le causó una lesión que requirió de trescientos puntos de sutura. La Asamblea Legislativa del estado de Florida le pagó 23 000 dólares por el accidente. Según Jim Wilson en su libro Chokehold Eddie necesitaba una operación en sus ojos para mejorar su vista y no tenía el dinero para pagarla y con la ayuda de algunos luchadores recrearon el accidente. Esta afirmación es cuestionada por los testigos. Debido a la lesión, Graham no pudo pelear en 15 meses. 
Eddie tomó el cargo de booker y promotor en Championship Wrestling From Florida en 1971. El luchó junto a su hijo Mike Graham, hasta 1977, cuando se retiró debido a problemas de salud. Eddie volvió a participar en una pelea contra Killer Khan donde salió victorioso. Fue presidente de la National Wrestling Alliance desde 1976 hasta 1979 cuando fue obligado a abandonar el cargo debido a graves problemas de salud que sufría y luego de un año de inactividad. Eddie fue promotor de la CWFF hasta el 21 de enero de 1985, cuando se suicidó con un tiro en la cabeza luego de una batalla permanente contra el alcoholismo.

### WWE Hall of Fame
El 29 de marzo de 2008, fue inducido al Salón de la Fama de la WWE por Dusty Rhodes. Su hijo Mike Graham estuvo presente en la ceremonia en nombre de su padre.

## Suicidio
Graham permaneció como promotor en Florida hasta el 21 de enero de 1985, cuando se suicidó a tiros después de una batalla de por vida contra el alcoholismo y la depresión. 27 años después, su hijo Mike Graham también terminó suicidandose de la misma forma.

## Campeonatos y logros
- Capitol Wrestling Corporation/World Wrestling Entertainment
  - NWA United States Tag Team Championship (Northeast version) (4 veces), con Jerry Graham
  - WWE Hall of Fame (2008)
- Championship Wrestling from Florida
  - NWA Brass Knuckles Championship (Florida version) (2 veces)
  - NWA Florida Heavyweight Championship (1 vez)
  - NWA Florida Tag Team Championship (1 vez), con Mike Graham
  - NWA Southern Heavyweight Championship (Florida version) (3 veces)
  - NWA Southern Tag Team Championship (Florida version) (2 veces), con Don Curtis (1) y Lester Welch (1)
  - NWA United States Tag Team Championship (Florida version) (2 veces), con Dick Steinborn
  - NWA World Tag Team Championship (Florida version) (7 veces), con Ike Eakins (1), Sam Steamboat (3), Bob Orton (2), y José Lothario (1)
- Japan Wrestling Association
  - JWA All Asia Tag Team Championship (1 vez), con Killer Karl Kox
- Mid-Atlantic Championship Wrestling/World Championship Wrestling
  - NWA Southern Tag Team Championship (Mid-Atlantic version) (1 vez), con Sam Steamboat
  - WCW Hall of Fame (1993)
- Mid-South Sports
  - NWA Georgia Tag Team Championship (1 vez), con Mike Graham
  - World Heavyweight Championship (Georgia version) (1 vez)
- Midwest Wrestling Association
  - MWA World Junior Heavyweight Championship (1 vez)
- National Wrestling Alliance
  - NWA Hall of Fame (2006)
- NWA Mid-America
  - NWA Southern Tag Team Championship (Mid-America version) (2 veces), con Roy Welch
  - NWA World Tag Team Championship (Mid-America version) (1 vez), con Sam Steamboat
- Southwest Sports, Inc.
  - NWA Texas Tag Team Championship (1 vez), con Johnny Valentine
- NWA Western States Sports
  - NWA Southwest Tag Team Championship (3 veces), con Art Nelson
- Wrestling Observer Newsletter
  - Wrestling Observer Newsletter Hall of Fame (1996)